# Panda, Likasi
Panda är en stadsdel (franska: commune) i staden Likasi i Kongo-Kinshasa.